# Ousman Koro Ceesay
Ousman Koro Ceesay (auch nur Koro Ceesay; * um 1962; † 22. Juni 1995 in der Nähe von Banjul) war Finanzminister (Secretary of State for Finance and Economic Affairs) des westafrikanischen Staats Gambia.

## Leben
Ceesay war der Sohn des Lehrers Sainey Ceesay (Seni Sise, 1931–2014) und der Politikerin Fatou Ceesay (gest. 2014). Sein Vater war außerdem mit der Versicherungsangestellten Abbie Sise verheiratet. Er hatte eine jüngere Schwester, Ya Bajen Ceesay Jaiteh.
Ceesay, der eine akademische Bildung in den Vereinigten Staaten erfahren hatte, übernahm von seinem Vorgänger Bala Garba-Jahumpa das Finanzressort am 20. März 1995.
Nur kurz darauf, im Juni 1995, kam er auf mysteriöse Weise ums Leben. Er wurde 32 Kilometer von Banjul entfernt an einer Brücke tot im ausgebrannten Wrack seines Autos gefunden. Man ging von einem Verbrechen aus, amnesty International (ai) forderte eine unabhängige Untersuchung, die aber nicht durchgeführt wurde. Gerüchten zufolge, die ai in ihrem Jahresbericht erwähnt, wurde Ceesay von einer der Militärjunta Armed Forces Provisional Ruling Council (AFPRC) nahestehenden Person ermordet, die anschließend das Fahrzeug in Brand gesteckt hatte.
Das Finanzressort übernahm am 5. Juli 1995 wieder sein Vorgänger Garba-Jahumpa.
Anfang Juli 2019 wurde Yankuba Touray wegen des Verdachts, Ceesay getötet zu haben, verhaftet.